# Пламя
Пла́мя — раскаленная газообразная среда, образующаяся при горении и электроразрядах, состоящая в значительной степени из частично ионизированных частиц, в которой происходят химические взаимодействия и физико-химические превращения составных частиц среды (в т.ч. горючего, окислителя, примесных частиц, продуктов их взаимодействия). Сопровождается интенсивным излучением (в УФ, ИК, видимой части спектра - «свечением») и выделением тепла.
В русском языке нет четкого смыслового разделения слов пламя и огонь, однако слово «огонь» традиционно связано с описанием процессов горения, тогда как пламя имеет более общее употребление, в том числе для процессов, не связанных с горением: молнией, электродугой, свечением вакуумных ламп и так далее.
Иногда в научной литературе пламя относят к «холодной/низкотемпературной плазме», поскольку по существу оно представляет собой газ, состоящий из термически ионизированных частиц с небольшой величиной заряда (как правило, не более ±2-3), тогда как высокотемпературной плазмой называют состояние вещества, при котором ядра атомов и их электронные оболочки сосуществуют раздельно.
Среда пламени содержит заряженные частицы (ионы, радикалы), что обусловливает наличие электропроводности пламени и его взаимодействие с электромагнитными полями. На этом принципе построены приборы, способные с помощью электромагнитного излучения приглушить пламя, оторвать от горючих материалов или изменить его форму.

эффект, возникающий при смешивании воды с кипящим парафином

## Цвет пламени

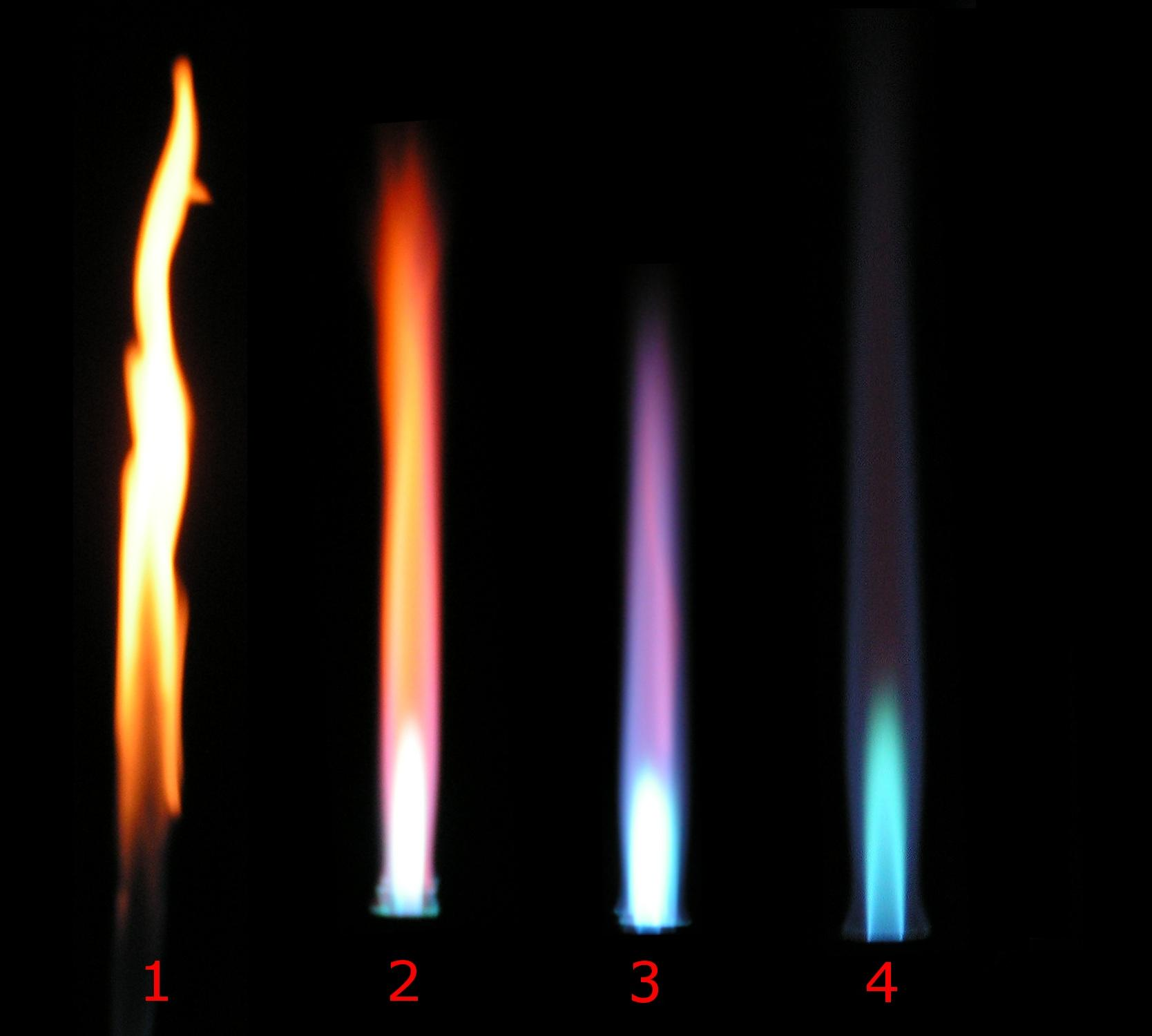
различный вид горелки Бунзена зависит от притока кислорода:
1. богатая топливная смесь без предварительного смешивания с кислородом (подача кислорода закрыта) горит жёлтым коптящим рассеянным пламенем
2. подача воздуха снизу почти перекрыта
3. открыта в средней мере: смесь близка к стехиометрической
4. подача воздуха максимальная: бедная смесь

Цвет пламени определяется излучением электронных переходов (например, тепловым излучением) различных возбужденных (как заряженных, так и незаряженных) частиц, образующихся в результате химической реакции между молекулами горючего и кислородом воздуха, а также в результате термической диссоциации. В частности, при горении углеродного горючего в воздухе, синяя часть цвета пламени обусловлена излучением частиц CN±n, красно-оранжевая — излучением частиц С2±n и микрочастиц сажи. Излучение прочих образующихся в процессе горения частиц (CHx±n, H2O±n, HO±n, CO2±n, CO±n) и основных газов (N2, O2, Ar) лежит в невидимой для человеческого глаза УФ и ИК части спектра. Кроме того, на окраску пламени сильно влияет присутствие в самом топливе, деталях конструкции горелок, сопел и так далее соединений различных металлов, в первую очередь натрия. В видимой части спектра излучение натрия крайне интенсивно и ответственно за оранжево-желтый цвет пламени, при этом излучение чуть менее распространенного калия оказывается на его фоне практически не различимым (поскольку большинство организмов имеют в составе клеток K+/Na+ каналы, то в углеродном горючем растительного или животного происхождения на 3 атома натрия приходится в среднем 2 атома калия).

## Температура пламени
- Температура воспламенения для большинства твёрдых материалов — 300 °С.
- Температура пламени в горящей сигарете > 900 °С[2].
- Температура пламени спички 750–1400 °С; при этом 300 °С — температура воспламенения дерева, а температура горения дерева равняется примерно 500–800 °С.
- Температура горения пропан-бутана — 800–1970 °С.
- Температура пламени керосина — 800 °С, в среде чистого кислорода — 2000 °С.
- Температура горения бензина — 1300–1400 °С.
- Температура пламени спирта не превышает 900 °С.
- Температура горения магния — 2200 °С; значительная часть излучения в УФ-диапазоне.

Наиболее высокие известные температуры горения: дицианоацетилен C4N2 5'260 К (4'990 °C) в кислороде и до 6'000 К (5'730 °C) в озоне; дициан (CN)2 4'525 °C в кислороде.
Так как вода обладает очень большой теплоёмкостью, отсутствие водорода в горючем исключает потери тепла на образование воды и позволяет развить бо́льшую температуру.

## Классификация
Пламя классифицируют по:
- агрегатному состоянию горючих веществ: пламя газообразных, жидких, твёрдых и аэродисперсных реагентов;
- излучению: светящиеся, окрашенные, бесцветные;
- состоянию среды горючее–окислитель: диффузионные, предварительно перемешанных сред (см. ниже);
- характеру перемещения реакционной среды: ламинарные, турбулентные, пульсирующие;
- температуре: холодные, низкотемпературные, высокотемпературные;
- скорости распространения: медленные, быстрые;
- высоте: короткие, длинные;
- визуальному восприятию: коптящие, прозрачные, цветные.

Внутри конуса ламинарного диффузионного пламени можно выделить 3 зоны (оболочки):
1. тёмная зона (300—350 °C), где горение не происходит из-за недостатка окислителя;
2. светящаяся зона, где происходит термическое разложение горючего и частичное его сгорание (500—800 °C);
3. едва светящаяся зона, которая характеризуется окончательным сгоранием продуктов разложения горючего и максимальной температурой (900—1500 °C).

Температура пламени зависит от природы горючего вещества и интенсивности подвода окислителя.
Распространение пламени по предварительно перемешанной среде (невозмущённой), происходит от каждой точки фронта пламени по нормали к поверхности пламени: величина такой нормальной скорости распространения пламени (НСРП) является основной характеристикой горючей среды. Она представляет собой минимально возможную скорость пламени. Значения НСРП отличаются у различных горючих смесей — от 0,03 до 15 м/с.

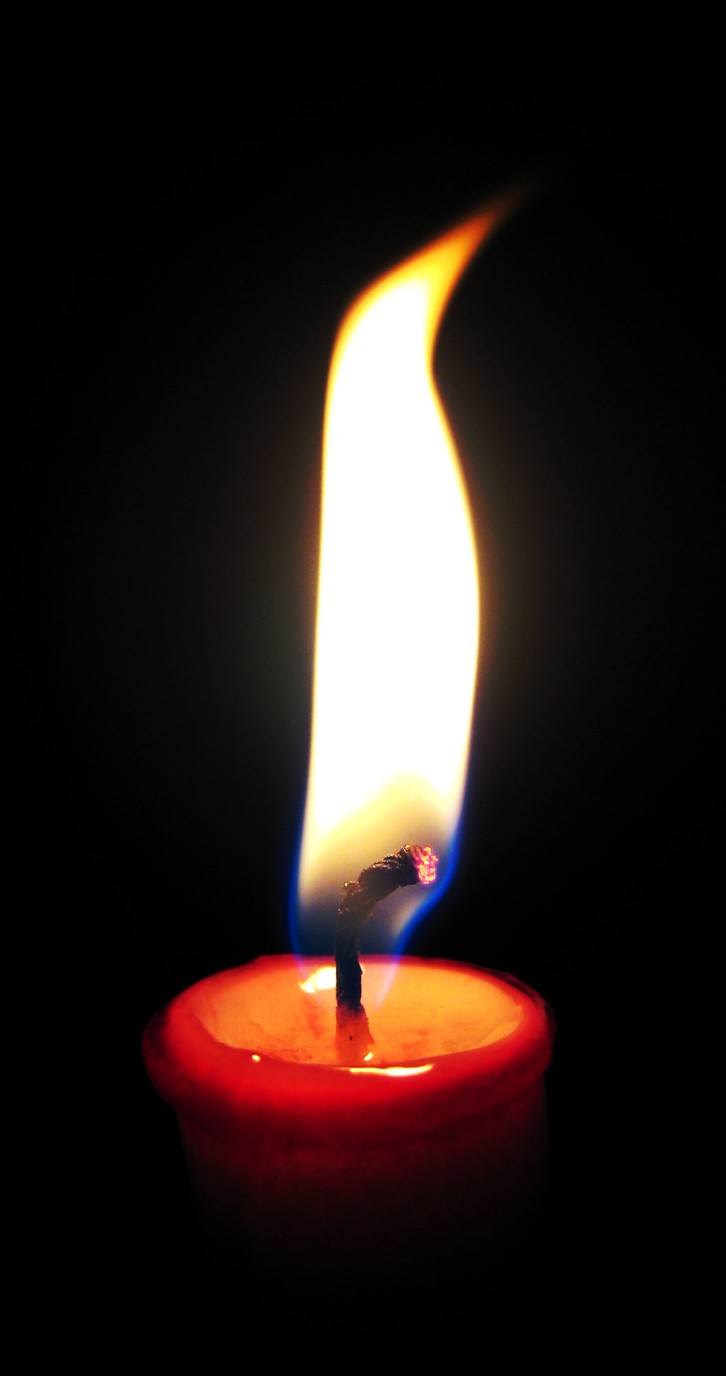
Пламя горящей свечи сопровождало человека тысячи лет.

Распространение пламени по реально существующим газовоздушным смесям всегда осложнено внешними возмущающими воздействиями, обусловленными силами тяжести, конвективными потоками, трением и так далее. Поэтому реальные скорости распространения пламени всегда отличаются от нормальных. В зависимости от характера горения, скорости распространения пламени имеют следующие диапазоны величин: при дефлаграционном горении — до 100 м/с; при взрывном горении — от 300 до 1000 м/с; при детонационном горении — свыше 1000 м/с.

### Окислительное пламя
Расположено в верхней, самой горячей части пламени, где горючие вещества практически полностью превращены в продукты горения. В данной области пламени избыток кислорода и недостаток топлива, поэтому помещённые в эту зону вещества интенсивно окисляются.

### Восстановительное пламя
Это часть пламени, наиболее близко расположенная к центру или чуть ниже центра пламени. В этой области пламени много топлива и мало кислорода для горения, поэтому, если внести в эту часть пламени вещество, содержащее кислород, то кислород отнимается у вещества.
Проиллюстрировать это можно на примере реакции восстановления сульфата бария BaSO4. С помощью платиновой петли забирают BaSO4 и нагревают его в восстановительной части пламени спиртовой горелки. При этом сульфат бария восстанавливается и образуется сульфид бария BaS. Поэтому пламя и называют восстановительным.

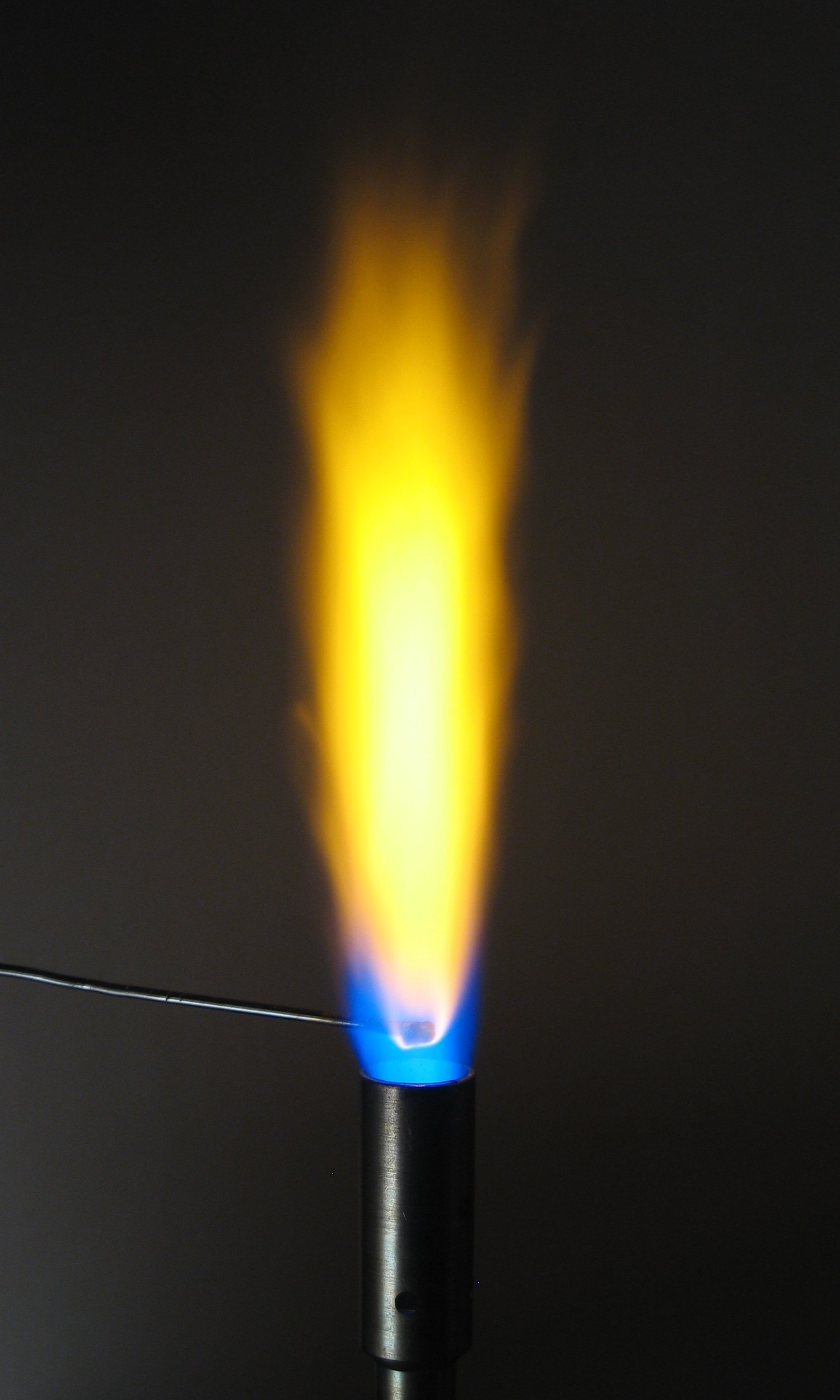
Пламенный тест на натрий.

Цвет пламени зависит от нескольких факторов. Наиболее важны: температура, наличие в пламени микрочастиц и ионов, определяющих эмиссионный спектр.

## Применение
Пламя (окислительное и восстановительное) используется в аналитической химии, в частности, при получении окрашенных перлов для быстрой идентификации минералов и горных пород, в том числе в полевых условиях, с помощью паяльной трубки.

## Пламя в условиях невесомости
В условиях, когда ускорение свободного падения компенсируется центробежной силой, например, при полёте по орбите Земли, горение вещества выглядит несколько иначе. Поскольку ускорение свободного падения компенсировано, сила Архимеда практически отсутствует. Таким образом, в условиях невесомости горение веществ происходит у самой поверхности вещества (пламя не вытягивается), а сгорание более полное. Продукты горения постепенно равномерно распространяются в среде. Это весьма опасно для систем вентилирования. Также серьёзную опасность представляют пудры, поэтому в космосе порошкообразные материалы не применяются нигде, кроме специальных опытов именно с порошками.
В струе воздуха пламя вытягивается и принимает привычный облик. Пламя газовых горелок благодаря давлению газа в условиях невесомости внешне также не отличается от горения в земных условиях.
- Пламя в невесомости